# Bundesautobahn 41
De Bundesautobahn 41 (kortweg A41) was een geplande Duitse autosnelweg die zou gaan lopen van de A31 ten noorden van Dorsten via Gelsenkirchen en Hattingen naar de A43 ten zuiden van Sprockhövel. Slechts een klein gedeelte van het oorspronkelijke plan is uitgevoerd. Dit ligt ten noorden van Gelsenkirchen en is tegenwoordig onderdeel van de A52.
Een voorbereiding voor de A41 bevindt zich nog tussen de aansluitingen Gelsenkirchen-Scholven (43) en Gelsenkirchen-Hassel (44). Hier lopen de beide rijbanen enigszins uit elkaar, zodat er plaats zou zijn voor de afsplitsende rijstroken van de A41.